# Sadko (poema sinfonico)
Sadko, Op. 5 è un quadro musicale (tableau musical) per orchestra di Nikolaj Andreevič Rimskij-Korsakov, ispirato all'omonimo personaggio leggendario russo.

## Storia della composizione
L'idea di creare un brano musicale basato sulla leggenda di Sadko venne al critico musicale Vladimir Stasov, che scrisse anche un programma per il lavoro e lo passò a Milij Balakirev nel 1861. Inizialmente Balakirev propose il programma a Modest Petrovič Musorgskij, che però non ne fece nulla e successivamente lo passò a Rimskij-Korsakov, che si mise al lavoro con il benestare di Balakirev. La partitura di Sadko, iniziata il 14 giugno 1867, venne terminata il successivo 30 settembre: Rimskij-Korsakov scrisse a Musorgskij che era molto soddisfatto del lavoro e lo considerava la cosa migliore che avesse scritto fino ad allora.. La prima esecuzione di Sadko ebbe luogo il 9 dicembre 1867 ad un concerto della Società musicale russa diretto da Balakirev e fu un successo. Nel novembre 1869, in occasione di un altro concerto, Rimskij-Korsakov operò una revisione del pezzo, che fu molto apprezzata da Aleksandr Borodin. Dopo molti anni, nel 1892, il compositore riorchestrò il pezzo, che fu l'ultimo dei suoi primi lavori ad essere revisionato, ed egli scrisse nella sua autobiografia: "In questo modo, nessuno dei miei principali lavori del periodo antecedente Notte di maggio rimase senza revisione.". Più tardi Rimskij-Korsakov compose un'opera lirica sullo stesso soggetto, nella quale inserì numerose citazioni di passaggi, temi e leitmotiv del suo poema sinfonico.

## Struttura della composizione
La partitura del lavoro riporta una citazione dalle byliny di Sadko, che costituisce il suo programma:
L'introduzione, che rappresenta il mare calmo, fu ispirata dal poema sinfonico di Liszt Ce qu'on entend sur la montagne. La sezione centrale illustra il viaggio sottomarino di Sadko, la festa del Re del mare e le danze che portano la composizione al suo climax: in essa Rimskij-Korsakov scrisse di essere stato influenzato da parti di Ruslan e Ljudmila di Glinka, di Rusalka di Dargomyžskij e la Canzone del pesciolino d'oro di Balakirev.. I temi di danza della terza sezione ed il successivo cantabile sono invece interamente originali, ma le loro successive variazioni risentono del Mefisto valzer n. 1 di Liszt ed in parte di Tamara di Balakirev. Le tonalità principali del lavoro (re bemolle maggiore - re maggiore - re bemolle maggiore) furono scelte per compiacere Balakirev, che all'epoca aveva per esse una preferenza esclusiva. 